# 莱斯·杰普森
莱斯利·伯内尔·杰普森（英語：Leslie Burnell Jepsen，1967年6月24日—），美国NBA联盟前职业篮球运动员。他在1990年的NBA选秀中第2轮第28顺位被金州勇士选中。